# Piz Mezzaun
Piz Mezzaun är en bergstopp i Schweiz.   Den ligger i regionen Maloja och kantonen Graubünden, i den östra delen av landet, 200 km öster om huvudstaden Bern. Toppen på Piz Mezzaun är 2 963 meter över havet, eller 26 meter över den omgivande terrängen. Bredden vid basen är 0,25 km.
Terrängen runt Piz Mezzaun är bergig åt nordväst, men åt sydost är den kuperad. Närmaste större samhälle är St. Moritz, 12,5 km sydväst om Piz Mezzaun. 
Trakten runt Piz Mezzaun består i huvudsak av gräsmarker. Runt Piz Mezzaun är det glesbefolkat, med 9 invånare per kvadratkilometer.